# Тъскалуса (тежък крайцер, 1933)
Тъскалуса (на английски: USS Tuscaloosa (CA-37)) е тежък крайцер на ВМС на САЩ от времето на Втората световна война. Кораб от от типа „Ню Орлиънс“, спуснат на вода през 1934 г., служи основно в Атлантика и Карибския басейн, участва в редица операции на европейския театър на Втората световна война. В началото на 1945 г. е преведен в Тихия океан, участва в битките за Иво Джима и Окинава. За цялата война няма нито една повреда, за разлика от другите кораби на този тип, три от които са потопени. Изведен е в резерва на флота в началото на 1946 г., разкомплектован за метал през 1959 г.

## История на създаването
Кораба е заложен на 3 септември 1931 г. в град Камдън, щата Ню Джърси, на стапела на Нюйоркската корабостроителна компания, спуснат е на вода на 15 ноември 1933 г. В строй е от 17 август 1934 г., първият му капитан е Джон Н. Фъргюсън.

## Периода между двете войни
През есента на 1933 г. Tuscaloosa тръгва на пробно плаване по маршрута Рио де Жанейро – Буенос Айрес – Монтевидео и малко преди Коледа се връща в Нюйоркската военноморска корабостроителница. В похода проличават редица конструктивни дефекти, които трябва да се отстранят, и корабът е в ремонт до март 1935 г.
Второто си плаване крайцерът започва през пролетта на 1935 г. След престой в Гуантанамо преминава през Панамския канал и на 7 – 8 април, вземайки курс за Сан Диего, се присъединява към 6-ти отряд крайцери, за да участва в XVI морски учения, протичащи в северната част на Тихия океан при бреговете на Аляска и във водите около Хавайски острови. Тази операция е разделена на пет отделни фази, в които се моделират възможни черти на военноморска кампания в бъдещето. В периода от 1935 до 1939 г. участва в многобройни тактически флотски учения.

## Началото на войната
Начало на Втората световна война, на 1 септември 1939 г., заварва крайцера Tuscaloosa във военноморската база в Норфолк, и през цялата есен той патрулира карибския басейн. Най-известната операция през този период е задържането на немския круизен лайнер Columbus, опитващ се след началото на войната да се промъкне незабелязан от Латинска Америка в Германия. След унищожаването на съда, крайцерът приема на своя борд пътниците и екипажа на кораба и на 20 декември ги доставя в порта на Ню Йорк.
От януари 1940 до април 1941 г. се използва като кораб на президента Франклин Делано Рузвелт, на борда на който той извършва инспекционни пътувания.
През май 1941 г. след сражението в Датския пролив между немската и английската ескадри и унищожаването на немския линкор Bismarck и английския линеен крайцер HMS Hood, получава заповед незабавно да излезе в открито море. По стечение на обстоятелствата, по-голямата част от екипажът му е в отпуск, и кораба излиза на лов за „Бисмарк“ със сборен екипаж, състоящ се от моряци на крайцерите USS Vincennes (CA-44) и USS Quincy (CA-39), а също и групи от резерва. Но англичаните потопяват немския линкор преди това, и Tuscaloosa се връща обратно. През август същата година, доставя президента Рузвелт в Нюфаундленд, за среща с премиер-министъра на Великобритания Уинстън Чърчил, за подписването на Атлантическата харта.
В периода септември – октомври крайцера влиза в състава на тактическата група на ВМФ на САЩ, състояща се от линкорите USS Idaho (BB-42), USS Mississippi (BB-41) и USS New Mexico (BB-40), крайцера USS Wichita (CA-45) и две дивизии разрушители, патрулираща Датския пролив между Исландия и САЩ за охрана на търговските пътища от атаките на немския линкор Tirpitz.
Нападението на японците над залива на Пърл Харбър, крайцерът посреща във водите на Атлантическия океан, и скоро получава заповед да се яви в Скапа Флоу, за ескортиране на транспортните конвои по Ленд Лийза по Северния морски път за Съветския съюз.
От юни 1942 до октомври 1942 г. Tuscaloosa регулярно участва в търсенията, основна цел на които е прихващане и унищожение на линкора Tirpitz, а през лятото на 1942 г. той, с товар боеприпаси и медикаменти, в състава на конвой плава за Колския залив. Назад в Британия, на борда на кораба пристигат моряците от загиналия конвой PQ-17.

## Ноември 1942 – юни 1944
На 8 ноември 1942 г. започва марокано-алжирската операция. Крайцерът Tuscaloosa е включен в състава на военноморските сили поддържащи десанта в залива на порт Казабланка. Най-опасен от корабите на отбраняващите се е недостроеният френски линкор „Жан Барт“, 380 mm оръдия на който при всички случаи са сериозна заплаха. Но силите на американците са толкова превъзхождащи, че те успяват да подавят артилерийския огън на линкора и бреговите батареи доста бързо. Крайцерът не получава сериозни повреди, макар да е уцелен от няколко снаряда, а също срещу него има и опит за торпедна атака от страна на подводници.
След завършване на настъпателната операция, крайцерът се връща към обичайната си работа – патрулиране на атлантическите води и провеждане на транспортните конвои от САЩ за Северна Африка. А след окончателния разгром, през 1943 г., от съюзниците над страните на Оста в Африка, крайцерът се връща в САЩ, като съпровожда атлантическия лайнер Queen Mary, на който премиер-министъра Чърчил пристига в Ню Йорк.
През есента на 1943 г., съвместно със самолетоносача USS Ranger (CV-4), предприема набег над норвежки пристанища, с цел да се наруши снабдяването на Германия със суровини. Това е фактически първата операция на американците на европейския театър на военните действия. Особено силни авиационни удари понася порта на град Буде. Луфтвафе се опитва да извърши ответни авионалети над тактическата група на ВМФ на САЩ, но всички те завършват безуспешно. Болшинството немски самолети са свалени, а корабите не получават никакви повреди. Фактически през цялата есен крайцерът действа в студените норвежки води. В частност, на 19 октомври крайцерът доставя на остров Шпицберген товар с оборудване и специалисти, със задачата да възстановят разрушената от обстрелите на линкора „Тирпиц“ метеостанция.
Зимата на 1943 г. крайцерът участва в многобройните опити да се примамят немските кораби извън норвежките фиорди, за да и им се даде бой. Но немците избягват откритото стълкновение и предпочитат да си стоят в пристанищата, и в края на зимата на 1944 г. Tuscaloosa отплава обратно за САЩ в Boston Navy Yard, за да премине там модернизация на радиолокационното оборудване и да получи съвременни средства за радиоразузнаване. По-късно той влиза в състава на 125 тактическа групировка, която скоро трябва да се насочи към бреговете на Нормандия, за да подсигурява артилерийското прикритие на десанта на брега.

## Десантът в Нормандия
В 05.50 на 6 юни Tuscaloosa открива огън с 8-дюймовата си батарея, а след три минути и неговите 5-дюймови оръдия се заемат за Форт Ил де Татиу, Бе де ла Сена. Така започва Операция Нептун. Американският крайцер води огън по плацдарма „Юта“ без прекъсване, за това на 9-то число той се връща в Плимът за попълнение на боезапаса. Обратно се връща едва вечерта на 11-то число, като крайцерът остава на рейд и се използва като мобилна батарея, която прехвърлят на сложните участъци от фронта. Особено горещо е сражението за Шербур, където настъпващите сили са очаквани от дълбоко ешелонирана отбрана на противника. 5 часа поред оръдията на крайцера стрелят, за да унищожат немските опорни точки.

## Края на войната. Битките за Иво Джима и Окинава
На разсъмване на 16 февруари 1945 г. Tuscaloosa се присъединява към тактическата групировка на флота и, след 3 дена, когато започва десантната операция, започва да нанася удари срещу японците. От 19 февруари до 14 март участва във всички етапи на операцията. На 25 март е подложен на нападение от група самолети-камикадзе, два от които успяват да се промъкнат през заградителния огън на ПВО, но не постигат сериозни вреди на кораба. След кратък ремонт, през лятото на 1945 г., крайцерът е включен в състава на 7-ми флот и обстрелва остров Окинава.

## Край на службата
След войната корабът остава във водите на Индокитай, постоянно местейки се в китайски и корейски портове, а също превозвайки демобилизирани американски военни от Югоизточна Азия към САЩ. През февруари 1946 г. е изваден от състава на флота и на 1 март 1959 г. е изключен от военноморския регистър на ВМФ. Корпусът е продаден на 25 юни на Бостънската металургична компания в Балтимор за скрап.

## Коментари
1. ↑  Буквите показват принадлежността към определен класː ВВ – линкор, СС, CL, СА – съответно линеен, лек или тежък крайцер, CV – самолетоносач, DD – разрушител, SS – подводница и т.н.